# Karin Dreijer Andersson
Karin Elisabeth Dreijer Andersson (Nacka, 7 de abril de 1975) é a vocalista da dupla de música eletrônica The Knife formada juntamente com seu irmão Olof Dreijer. E, utiliza o pseudônimo Fever Ray em sua carreira solo.

## História
Andersson foi anteriormente vocalista e guitarrista da banda de rock alternativo sueca Honey Is Cool. Andersson lançou seu primeiro álbum solo sob o nome Fever Ray em 2009. Seu estilo vocal é notável pela voz aguda e profunda, tons distorcidos combinados com seu sotaque característico e uso de pitch-shifting, enquanto sua imagem de artista tende a incluir o uso de máscaras e outros elementos teatrais.
Enquanto The Knife estava em hiato, Karin lançou seu primeiro álbum solo sob o nome de Fever Ray em março de 2009 através da Rabid Records na Europa e em janeiro de 2009 pela Mute Records na América do Norte. "If I Had a Heart", o primeiro single do álbum, foi lançado digitalmente em 15 de dezembro de 2008. O auto-intitulado álbum Fever Ray foi lançado digitalmente pela Rabid Records, em 13 de janeiro de 2009. O álbum foi amplamente elogiado, e o site Dummymag.com fez dela sua artista do ano de 2009.
Além do seriado Miami Vice, como referência cultural, ela cita David Lynch e Fugazi como influências primárias, e Mike Patton.
| “ | Eu acho que Mike Patton tem feito coisas muito interessantes, este álbum "Anonymous" que ele fez com grupo Tomahawk - tendo a música indígena como inspiração - que escutei muitas vezes em casa no verão passado quando eu estava finalizando o meu álbum, então eu acho que teve um bom impacto sobre ele. | ” |

## Colaborações
Em 2005, Andersson fez vocais para a faixa "What Else Is There?" da banda Röyksopp, aparecendo no álbum The Understanding. Em 2008, Andersson fez vocais para a canção "Slow" do álbum Vantage Point da banda DEUS. Em 2009, Andersson fez vocais para as faixas "This Must Be It" e "Tricky Tricky" para Röyksopp, aparecendo no álbum "Junior".
O álbum "FEVER RAY" teve a faixa "When I Grow Up" selecionada pela empresa Konami para ser parte da trilha sonora do jogo eletrônico Pro Evolution Soccer 2011
A faixa "If I Had A Heart" selecionada pela History Channel para ser a música de abertura do seriado televisivo Vikings.
A faixa "Keep the streets empty for me" foi utilizada pela Netflix como parte da trilha sonora da série "Dark", no episódio "Vidas duplas" (T1E4).

## Discografia solo

### Álbuns
- 2009: Fever Ray
- 2017: Plunge
- 2023: Radical romantics

### Singles
- 2008: "If I Had a Heart"
- 2009: "When I Grow Up"
- 2009: "Triangle Walks"
- 2009: "Seven"
- 2009: "Stranger Than Kindness"
- 2009: "Keep the Streets Empty for Me"
- 2010: "Mercy Street"
- 2017: "To the Moon and Back"

### Colaborações
- 2000: "Wasted" por Robot - Vocal adicional
- 2001: "Axe Man" por Silverbullit - Vocal
- 2001: "Lost in the City Nights" por Yvonne - Vocal
- 2005: "What Else Is There?" por Röyksopp - Vocal
- 2008: "Slow" por dEUS - Vocal
- 2009: "This Must Be It" e "Tricky Tricky" por Röyksopp - Vocal